# Maximino Caballero Ledo
Maximino Caballero Ledo (Mérida, Badajoz, 21 de diciembre de 1959) es un economista español. Prefecto de la Secretaría de Asuntos Económicos de la Santa Sede, (desde el 4 de agosto de 2020).

## Biografía
Nacido en Mérida, ha desarrollado su carrera profesional en el área de las finanzas. Tras terminar la licenciatura de Ciencias Económicas y Empresariales en la Universidad Autónoma de Madrid, cursó un máster en Administración de Empresas en IESE Business Scholl, en Barcelona.
Durante veinte años trabajó entre Barcelona y Valencia, como responsable financiero de varios países europeos, Oriente Medio y África. Posteriormente se trasladó junto con su familia a Estados Unidos (2007-2020), donde ocupó varios puestos de responsabilidad en el área de finanzas de Baxter Healthcare Inc., una compañía en el sector de la salud con participación accionaria en Deerfield, Illinois. Esta empresa centrada en productos y servicios médicos, posee una cartera de productos de cuidados intensivos, de nutrición, renales, hospitalarios y quirúrgicos. Caballero ocupó diversas vicepresidencias: de Finanzas para América Latina, de finanzas Internacional y de finanzas Américas, además de liderar proyectos globales en la misma empresa.
En agosto de 2020, se desplazó a la Ciudad del Vaticano para ocupar el cargo de secretario de la Secretaría para la Economía de la Santa Sede, a las órdenes del sacerdote y jesuita español Juan Antonio Guerrero Alves.
El 1 de diciembre de 2022 fue nombrado prefecto de la Secretaría de Asuntos Económicos ad quinquennium..
Maximino Caballero está casado y tiene dos hijos, y es el segundo laico que ocupa este cargo.